# In the Court of the Crimson King
In the Court of the Crimson King er titlen på debutalbummet med den britiske gruppe King Crimson fra 1969.
Albummet fik stor indflydelse på udviklingen af psykedelisk, progressiv rock og heavy metal. Albummet kombinerer enestående spillestil, poetiske sangtekster og dysterhed. Gruppen er ofte blevet kaldt "intelligent heavy metal" (godt hjulpet af Robert Fripp selv, der har udtalt, at hans mål med at danne King Crimson var netop dét), og King Crimsons første album er udenfor genre og banebrydende på adskillige punkter.
Albummet starter med nummeret "21st Century Schizoid Man", som indeholder kraftigt forvrænget sang, en heftig mekanisk rytme og en gennemtrængende høj saxofon og guitar. Tempoet skifter derefter brat til et blidt, melodisk nummer med titlen "I Talk to the Wind". "Moonchild" er et æterisk, psykedelisk nummer som slutter med stille fri improvisation. Både "Epitaph" og slutnummeret, "In the Court of the Crimson King" indeholder forrygende mellotron-orkestreringer.
Albummet blev remastered og genudgivet i slutningen af 1990'erne. Der fulgte så endnu en remastering, efter at de originale masterbånd blev fundet hos Virgin Records. Denne remaster blev udgivet i 2004.
Sammen med sange af Yes blev King Crimson-sangen "Moonchild" brugt i filmen Buffalo 66 fra 1988.
Den britiske rockgruppe The Doves brugte et stykke melodi fra "Moonchild" på deres nummer "M62 Song".